# مجد حمصی
مجد حمصی (عربی: مجد حمصي؛ زادهٔ ۱۲ دسامبر ۱۹۸۲) یک ورزشکار اهل سوریه است.
از باشگاه‌هایی که در آن بازی کرده‌است می‌توان به باشگاه فوتبال الاتحاد سوریه، باشگاه فوتبال کربلا، تیم ملی فوتبال زیر ۲۳ سال سوریه، و تیم ملی فوتبال سوریه اشاره کرد.
وی همچنین در تیم‌های ملی فوتبال زیر ۲۳ سال سوریه سوریه بازی کرده است.